# Hanches
Hanches – miejscowość i gmina we Francji, w Regionie Centralnym, w departamencie Eure-et-Loir.
Według danych na rok 1990 gminę zamieszkiwały 2084 osoby, a gęstość zaludnienia wynosiła 130 osób/km² (wśród 1842 gmin Regionu Centralnego Hanches plasuje się na 179. miejscu pod względem liczby ludności, natomiast pod względem powierzchni na miejscu 834.).